# Chemin de fer à crémaillère de Núria
La ligne du chemin de fer à crémaillère de Núria (en catalan : Cremallera de Núria) est une ligne de montagne des Pyrénées située dans le Nord de l'Espagne, région de Catalogne. Il s'agit d'une ligne de chemin de fer à voie métrique électrifiée à crémaillère système Abt. 
La ligne relie Ribes de Freser à Queralbs et à la vallée de Núria (comarque du Ripollès - province de Gérone). Queralbs étant le point le plus haut de la vallée relié par le réseau routier, la crémaillère constitue la seule voie d'accès pour se rendre au sanctuaire et à la station se ski de la Vall de Núria, en dehors de l'ancien chemin muletier.
Initialement propriété de la société Ferrocarrils de Muntanya de Grans Pendents (FMGP), et mise en service le 22 mars 1931, elle est exploitée depuis 1984 par les Ferrocarrils de la Generalitat de Catalunya.

## La ligne

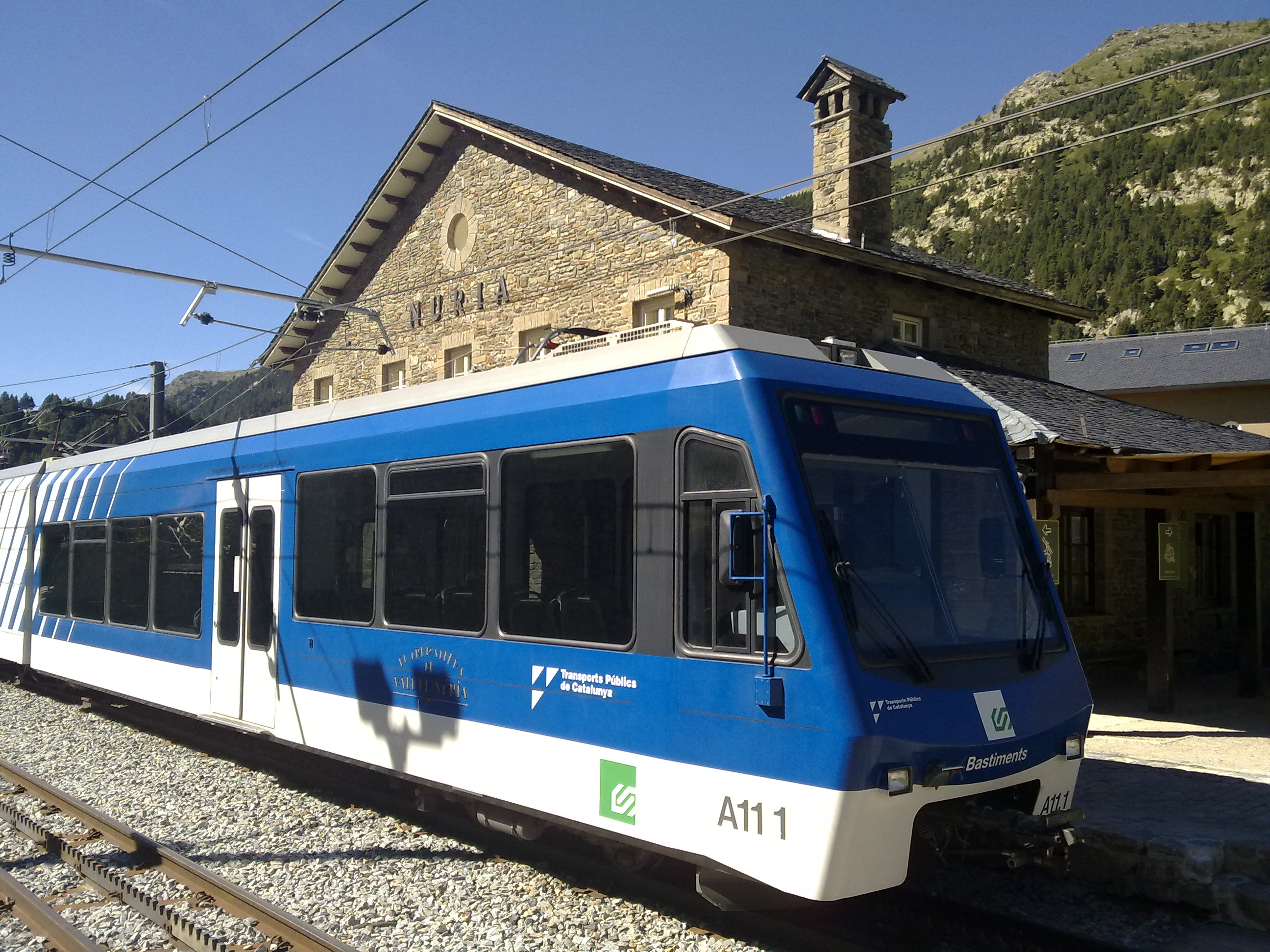
Rame Stadler en gare de Núria

Mise en service le 22 mars 1931, la ligne a été électrifiée dès sa création. 
Depuis le 2 janvier 1984, elle appartient aux chemins de fer de la Généralité de Catalogne (FGC) qui l'exploitent. La ligne fait la liaison, à Ribes de Freser, avec ligne 3 du réseau ferré (Barcelone - Puigcerdà), mais avec des gares à accès séparé.
La ligne à une longueur de 12,5 km. La voie est construite  à l'écartement métrique. Sur une section de 5,5 kilomètres, la traction s'effectue en adhérence. Ensuite elle est équipée d'une crémaillère de type Abt (à 2 lames), permettant de s'affranchir des rampes d'un maximum de 15% de déclivité. La dénivellation totale est de 1 062 mètres. La ligne est électrifiée par ligne aérienne sous tension de 1500 volts.
Trois générations de matériel ont circulé sur cette ligne. À l'origine, les voitures à voyageurs étaient tractés par des locomotives électriques à trois essieux  de fabrication SLM et BBC en 1930–31 et numérotées E1-E4. 
En 1985, quatre rames électriques à deux éléments, livrées par les  mêmes constructeurs, numérotés A5-A8. 
La dernière génération est composée de rames électriques à deux éléments à plancher bas, à moteur électrique de type Stadler GTW, construits par Stadler Rail en Suisse, en 2003, numérotés A10-A11. 
La ligne dispose également d'une locomotive diesel, type D9, pour la maintenance de la voie et un chasse-neige.
Les rames A10 et A11 sont identiques au matériel circulant sur la ligne à crémaillère de Montserrat. Celle-ci  appartient également aux FGC, ce qui permet l'utilisation du matériel sur les deux lignes. La locomotive E4 a ainsi été transférée pour assurer son entretien.

## Le matériel
Matériel roulant utilisé sur la ligne à crémaillère de Núria et, le cas échéant, sur la ligne à crémaillère de Montserrat
| Photo | Modèle                                                               | Type (UIC)               | Année Fabrication | Histoire                                                                        | Informations supplémentaires                                                                      |
| ----- | -------------------------------------------------------------------- | ------------------------ | ----------------- | ------------------------------------------------------------------------------- | ------------------------------------------------------------------------------------------------- |
|       | E1 Virgen de Nuria E2 Obispo Guitarat E3 José Rogent * E4 Ramon Albó | Cb g2                    | 1930              | SLM 3368/BBC 2969 SLM 3369/BBC 2970 SLM 3370/BBC 2971 SLM 3371/BBC 2972         | E1 En fonctionnement E2/E3 Monument *ex Elias Rogent E4 2003 Transféré sur la ligne de Montserrat |
|       | A5 Puigmal A6 Torreneules A7 Taga A8 Balandrau                       | (Aa1)(Aa1)+(Aa1)(Aa1) g4 | 1986 1995         | MTM/SLM/BBC                                                                     |                                                                                                   |
|       | D9                                                                   | Bbo de                   | 1995              | Stadler 237/SLM/ABB                                                             | Egalement utilisé sur la ligne de Montserrat D9                                                   |
|       | L09                                                                  | 2 dhs                    | 1995              | Stadler 238/MAN/Zaugg                                                           | Chasse-neige à rotation L09+D9                                                                    |
|       | DM6                                                                  | Bbo de                   | 2004              | Stadler                                                                         | Mis en service sur la ligne de Montserrat, puis transféré à la Vall de Núria en 2006 DM6          |
|       | A10 Noufonts A11 Bastiments                                          | 2'Bbo 2' g2d             | 2003              | Stadler 825–826                                                                 | A roues dentées-GTW, identique à la AM1–AM5 (Montserrat)                                          |
|       | 11, 12, 21, 22, 23                                                   | B                        | 1930              | Abffw 11–12 Bffw 21–23                                                          | 12 = Attelage de cinéma 22 = Monument                                                             |
|       | 51                                                                   | As                       | 1930              | Aaffw 51                                                                        | Voiture Salon                                                                                     |
|       | 01, 28                                                               | Haik                     | 1930              | Affw 1**, Bffw 28                                                               | Marchandises - wagon fermé                                                                        |
|       | 02, 03, PM02                                                         | R                        | 1930              | Affw 2, Bffw 25, 24                                                             | Marchandises - wagon plat (PM02 = Montserrat)                                                     |
|       | 27, 29                                                               | X                        | 1930              | Bffw 27, 29**                                                                   | Véhicule de service (27 = Montserrat) 29                                                          |
|       | 70.951 K53–K54                                                       | Gk                       | 1930              | K52–K54                                                                         | Marchandises - wagons fermés 70.951 ex K 52 = wagon citerne                                       |
|       | M44, 062                                                             | Kklm                     | 1930              | M44,M??                                                                         | 062 = Montserrat                                                                                  |
|       | P22–P26                                                              | Kkp                      | 1964, 62          | MGB/FO Uce 4861,62,67, MGB/FO Gb-v 4433', MGB/BVZ K 2641 (1962, 1989 ex X 2906) | Marchandises - wagons plats P24 Toupie à ciment P25–P26 Container thermique                       |
|       | P27−P28                                                              | B                        | 1949              | MGB/FO B 4244–45 ex SBB A 182–183 (SWS)                                         | Acquis en 2008, dans sa livrée d'origine, 4244 avec cabine auxiliaire                             |
|       | 364.01                                                               | 2 g1                     | 1930              | SLM 3469/BBC 3680                                                               | Chasse-neige à rotation                                                                           |
|       | KCw 29                                                               | Fd                       |                   |                                                                                 | Véhicule de service pour le ballast                                                               |
|       | T5                                                                   | X                        |                   |                                                                                 | Voiture à caténaire, sans roue dentée                                                             |